# Савельевка (Куюргазинский район)
Савельевка (баш. Савельевка) — деревня в Куюргазинском районе Республики Башкортостан Российской Федерации. Входит в состав Отрадинского сельсовета.

## География

### Географическое положение
Расстояние до:
- районного центра (Ермолаево): 21 км,
- центра сельсовета (Старая Отрада): 4 км,
- ближайшей ж/д станции (Ермолаево): 21 км.

## История
В 2006 году объединена с х. Санкино с сохранением статуса деревни и наименования Савельевка (Закон Республики Башкортостан от 21.06.2006 г. № 329-З «О внесении изменений в административно-территориальное устройство Республики Башкортостан в связи с образованием, объединением, упразднением и изменением статуса населенных пунктов, переносом административных центров», ст. 7).

## Население
| 2002 | 2009 | 2010 |
| ---- | ---- | ---- |
| 51   | ↘43  | ↘40  |

Национальный состав
Согласно переписи 2002 года, преобладающая национальность — русские (84 %).